# Fontaine-Daniel
Pour les articles homonymes, voir Fontaine et Daniel.
Fontaine-Daniel est un village français situé dans le département de la Mayenne et la région Pays-de-la-Loire, qui dépend de la commune de Saint-Georges-Buttavent située à 7 km. C'est un village ouvrier né de l'activité textile dont l'organisation et l'architecture sont remarquables.
Jusqu'en 2005, le village de Fontaine-Daniel a été labellisé Petite Cité de caractère, distinction qu'elle brigue à nouveau en 2021.

## Géographie
Il se situe à 5 km au sud ouest de la ville de Mayenne dans le bois de Salair à l'écart des grands axes de circulation. L'Anvore, ruisseau traversant la vallée et alimenté par l'étang que les moines créèrent par une digue, faisait tourner le moulin monastique. L'étang fournissait par la pêche les poissons des jours "maigres", pratique réservée aux habitants du village jusqu'à aujourd'hui encore.

## Histoire
L'histoire de Fontaine-Daniel est indissociable, de 1204 à aujourd'hui, de deux périodes distinctes et successives : l'abbaye qui consacra le lieu en 1205, et l'industrie textile qui s'y installa en 1806 (aujourd'hui connue comme les Toiles de Mayenne), et créa / développa pendant 200 ans le village visible actuellement.

### Origine
Le lieu-dit Fontaine-Daniel trouve son origine dans sa topographie, une zone humide (gaulois ana) formant une clairiere (gaulois ialos). En 1205, au moment de la fondation d'une abbaye cistercienne par le seigneur de Mayenne Juhel III, le lieu est appelé Fons Danielis, toponyme derivant de (fons) d'(ana-ialos) signifiant litteralement "la source du marais de la clairiere".
Cette abbaye était dotée d'une église, détruite après la Révolution, de la taille de la cathédrale Saint-Julien du Mans.
L'activité textile, qui débute en 1806, sera la cause de la création du village autour de l'abbaye, avec la construction de bâtiments collectifs, puis de maisons individuelles, tous en pierre locale issue d'une petite carrière à l'entrée Est du village.
En 1939, une chapelle, dessinée par Jean Denis et dédiée à Saint-Michel, est construite pour les habitants du village. Édifiée sur le rocher (symbole biblique), elle domine l'étang et la place du village en perspective.

### La filature et le tissage
Vendue comme bien national en 1796, l'abbaye devient en 1806 la propriété de Pierre Horem et de Sophie Lewille, veuve de Louis Biarez : ces industriels parisiens du textile convoitaient les vastes locaux de l'abbaye pour y établir une filature. Ils voient tout l'avantage du lieu : la force motrice de l'eau (étang alimenté par le Fauconnier), les vastes locaux de l'abbaye aptes à recevoir la première filature mécanique du département, ainsi que 100 métiers à tisser, et le savoir-faire régional en textile (3/4 de la population). Leur entreprise se développe : 560 ouvriers en 1810 et 760 en 1812. À la mort de Pierre Horem (1828) sa femme Sensitive Armfield (fille de Thomas) dirige seule l'entreprise.

### Les Denis
En 1830, Martin Denis épouse Élisabeth Armfield, nièce de Sensitive Armfield, et accède à la direction de l'entreprise familiale. Martin Denis, 1er du nom, fait agrandir les ateliers et construire des bâtiments collectifs pour loger ses ouvriers (à partir de 1832). En 1833, il crée une école, rendant la scolarité obligatoire pour les enfants du village (qui travaillent aussi à l'usine), bien avant les lois Ferry de 1881 et 1882.  Son fils Gustave Denis (1833-1925) rachète l'entreprise à Sensitive Armfield, développe le village, innove dans la régulation des machines à vapeur, et une boulangerie (1862).

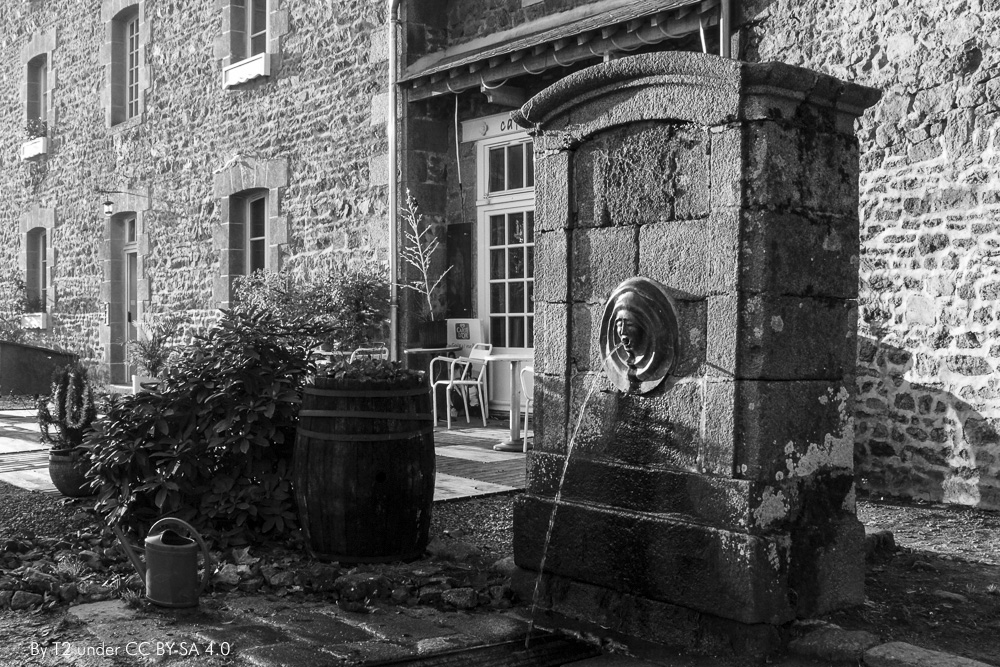
La fontaine et le bâtiment La Cour.

Georges Denis et Paul Denis font construire de nouveaux immeubles en pierre du Pays en 1898-1900 desservis sur deux niveaux par des coursives en béton armé. En 1925, les premières maisons individuelles, proposant 2 logements pour certaines, apparaissent, toujours bâties en pierre locale, dessinées par Jean Denis, puis plus tard par Bruno Denis, son fils. Une chapelle catholique, également dessinée par Jean Denis, protestant, et consacrée à Saint-Michel, a été édifiée en 1939 sur le roc, en surplomb de l'étang du village. Les maisons individuelles et les immeubles conçus par les dirigeants successifs de l'entreprise depuis l'origine jusqu'en 1975 pour les plus récents, ont tous leurs jardins ouvriers et les rues n'ont d'autres noms que ceux des fleurs, arbres ou animaux qui peuplent les frondaisons.

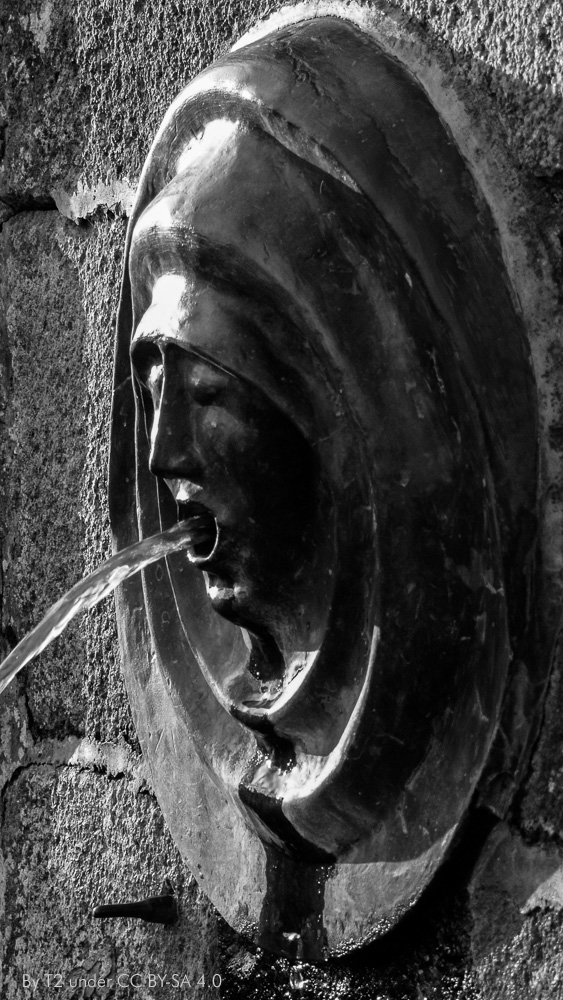
Fontaine de Fontaine-Daniel

Une fontaine, sise au bord de la place du village, alimentée par une source de la forêt de Salair, a longtemps fourni en eau les habitants du village. L'eau jaillit d'un bâti en pierre, par la bouche d'une néréide en bronze sculptée par Jean Denis.
Quatre générations Denis d'Ingénieurs de l’École Centrale des Arts et Manufactures se succéderont à la tête de l'entreprise textile : Gustave, Paul, Jean, Bruno.
Jean Denis fut associé avec Bertrand Denis, son frère.
Aujourd’hui, l’école a fermé. L’entreprise et le village ont restreint leur activité, mais l’une comme l’autre poursuivent leur histoire, avec une relative sérénité, au milieu des grands arbres.
En 2006, les célébrations du bicentenaire de l'entreprise ont été marquées par l'édition du livre Tissu topique chez Gallimard qui retrace l'histoire de l'abbaye et du village, ainsi que les 200 premières années de l'entreprise.

## Économie
- Toiles de Mayenne, fabrication, confection et vente de tissus d'ameublement
- Boulangerie / patisserie / salon de thé "Au pain doré"
- Restaurant "La Forge"
- Crêperie "Le Petit Monde"
- Artisan coiffeur "Pascal Coiffure"

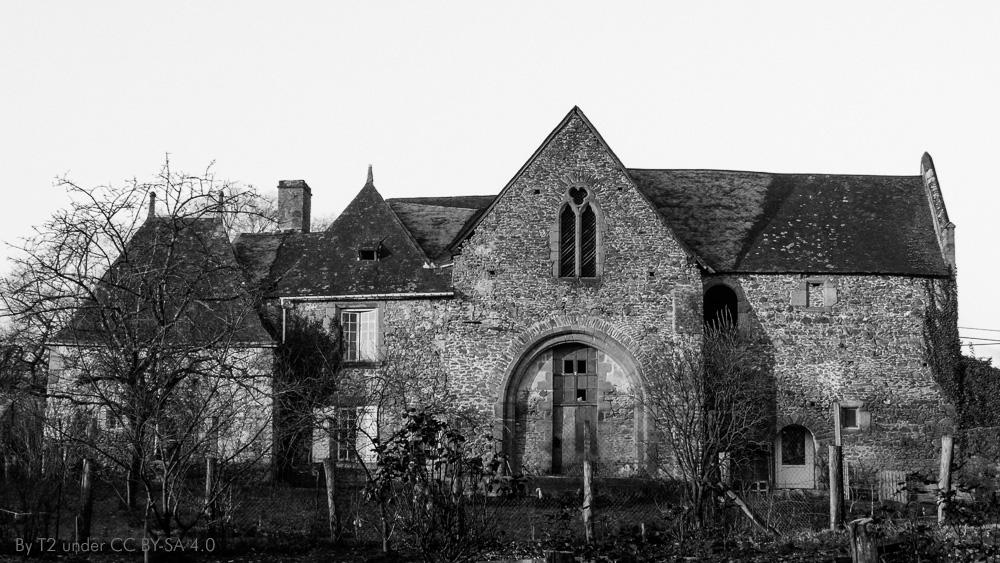
Ferme de Fontaine-Daniel, ancienne porterie de l'abbaye.

- Ferme de Fontaine-Daniel, ancienne porterie de l'abbaye.Une ferme biologique (produits laitiers et viande)
- Informaticien graphiste
- Monastère orthodoxe de la Nativité de la Mère de Dieu de Bois-Salair
- Agence de location à Fontaine-Daniel "Fons-Danielis"
- Épicerie coopérative, bistroquet, point info promeneurs, librairie/bouquinerie[7],[8]

## Vie locale

### Associations
- Les Cabanons, association culturelle[9].

### Culture

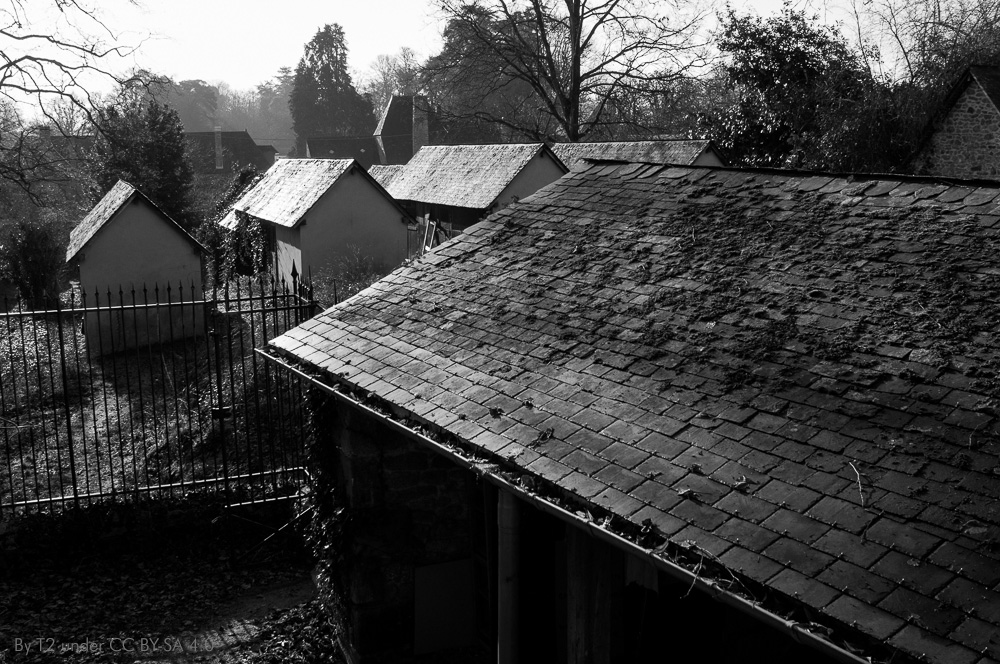
Cour de l'ancienne école maternelle et cabanons.

La fête de Fontaine-Daniel se déroule le 1er week-end de septembre. Autrefois traditionnelle avec manèges forains, concours de pêche, course cycliste, bal et feu d'artifice tiré sur l'étang, elle a muté depuis le début du XXIe siècle, sous l'impulsion de l'association Les Cabanons, en Fête de la Terre, fête écologique qui réunit aujourd'hui plus de 6000 visiteurs.
L'ancienne école, transformée en galerie, accueille occasionnellement des expositions temporaires.

### Hébergement
- Gite "Les Champs"